# Sobreira (Paredes)
Sobreira es una freguesia portuguesa del concelho de Paredes, con 21,02 km² de superficie y 4.079 habitantes (2001). Su densidad de población es de 194,1 hab/km².

## Galería

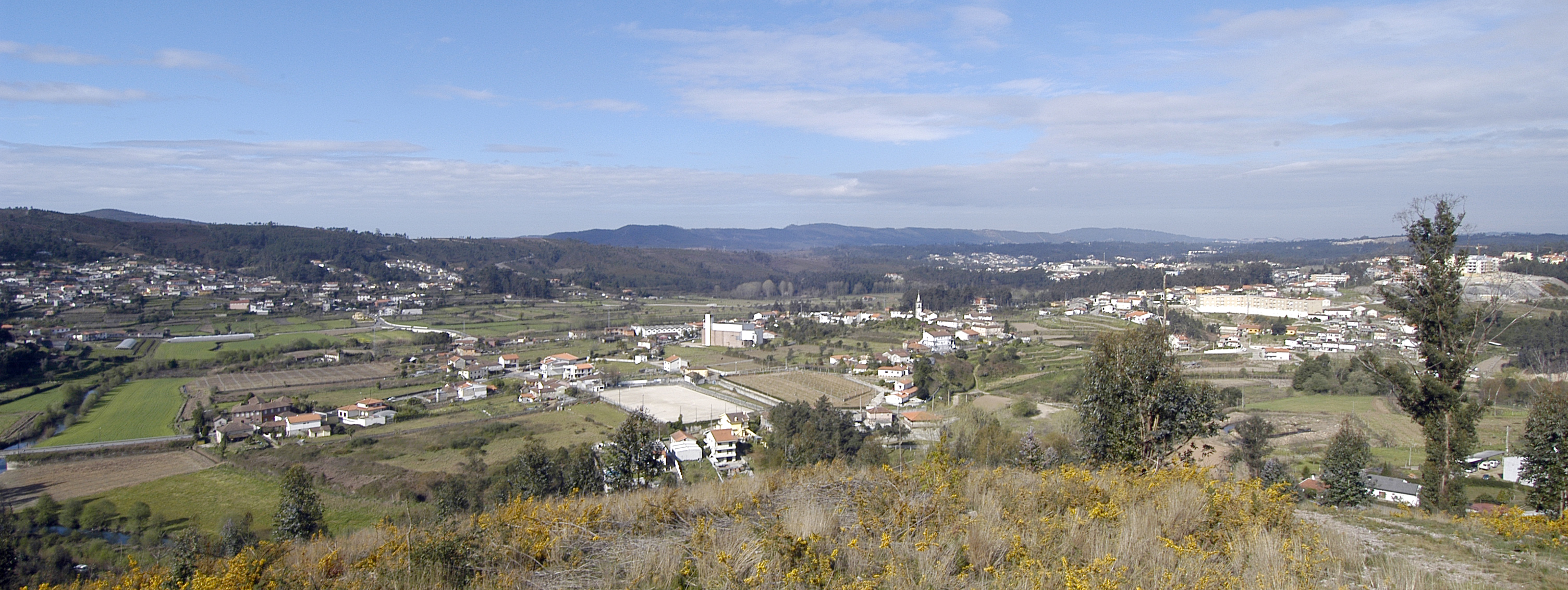
Vista panorámica da freguesia de Sobreira